# Matschuner Joch

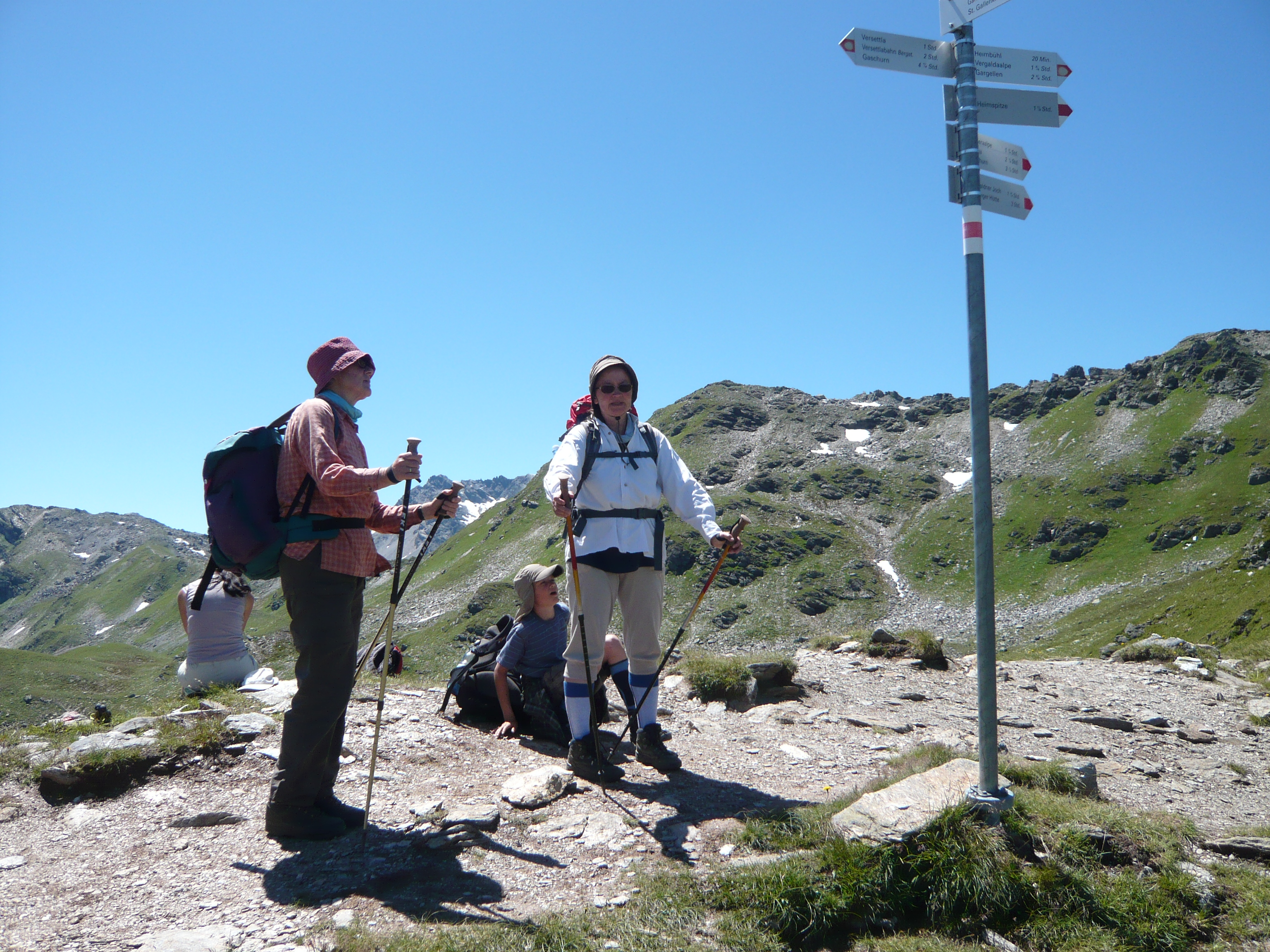
Wanderer am Matschuner Joch, 2390 m

Das Matschuner Joch ist ein 2390 m ü. A. hoher Übergang in der Silvretta-Gruppe in Vorarlberg. Es verbindet das Novatal mit dem Garneratal.

## Zustiege
Das Matschuner Joch kann entweder von Nordosten aus Richtung Gaschurn bzw. Versettla, von Westen aus Richtung Gargellen/Vergalden oder von Südosten aus Richtung des Ganeratals und der Tübinger Hütte erfolgen.

## Gipfel
Vom Matschuner Joch aus kann eine Vielzahl von Gipfeln erreicht werden. Diese sind:
- Versettla (2372 m) in 60 min
- Madrisella (2466 m) in 40 min
- Heimspitze (2685 m) in 75 min
- Kuchenberg (2523 m) in 60 min
- Vorderberg (2553 m) in 80 min